# Pseudopaludicola ameghini
Pseudopaludicola ameghini es una especie de anfibio anuro de la familia Leptodactylidae.

## Distribución geográfica
Esta especie es endémica de Mato Grosso en Brasil. Su presencia es incierta en Bolivia.

## Descripción
Esta especie ha sido identificada por su sinonimia con Pseudopaludicola mystacalis por Fávero, Veiga-Menoncello, Rossa-Feres, Strüssmann, Giaretta, Andrade, Colombo y Recco-Pimentel en 2011 en el que fue colocado por Haddad & Cardoso en 1987.

## Publicación original
- Cope, 1887: Synopsis of the batrachia and reptilia obtained by H. H. Smith, in the province of Mato Grosso, Brazil. Proceedings of the American Philosophical Society, vol. 24, p. 44-60[4]